# PhpMyAdmin
phpMyAdmin — вебдодаток з відкритим кодом, написаний мовою PHP із графічним вебінтерфейсом для адміністрування бази даних MySQL або MariaDB. phpMyAdmin дозволяє через браузер здійснювати адміністрування сервера MySQL, запускати запити SQL, переглядати та редагувати вміст таблиць баз даних. Ця програма користується великою популярністю у веброзробників, оскільки дозволяє керувати базу даних MySQL без вводу SQL команд через дружній інтерфейс і з будь-якого комп'ютера під'єднаного до інтернету без необхідності встановлення додаткового програмного забезпечення.
На сьогоднішній день phpMyAdmin широко застосовується на практиці. Останнє пов'язано з тим, що розробники інтенсивно розвивають свій продукт, з огляду на всі нововведення СКБД MySQL. Переважна більшість українських провайдерів використовують цей застосунок як панель керування для того, щоб надати своїм клієнтам можливість адміністрування виділених їм баз даних.
Програма розповсюджується під ліцензією GNU General Public License і тому деякі інші розробники інтегрують його у свої розробки, наприклад XAMPP, Denwer.
Ініціатором є німецький розробник Тобіас Ратшіллер (Tobias Ratschiller) і базується, так само як і phpPgAdmin, на аналогічному застосунку MySQL-Webadmin, що виник у 1997 році.
Проєкт локалізовано 85-ма мовами.